# Атлантида (пешчана)
Атлантида пешчана се односи на легендарни изгубљени град у јужним пустињама Арапског полуострва, за који се сматра да је уништен природном катастрофом или као божја казна. Потрагу за њим је популаризовала књига Ренулфа Фајнса из 1992. Atlantis of the Sands – The Search for the Lost City of Ubar. Поред имена на енглеском (Atlantis of the Sands), које је осмислио Т. Е. Лоренс, град се обично назива и Убар, Вабар или Ирем.

## Увод
У савремено доба, мистерија изгубљеног града Атлантиде произвела је неколико књига, филмова, чланака и веб страница. (Погледајте Атлантиду у популарној култури) У мањем обиму, Арабија има своју легенду о изгубљеном граду, такозваној „пешчаној Атлантиди“, чије је постојање било предмет дебате међу историчарима, археолозима и истраживачима, и одређени степен контроверзе која траје до данас.
У фебруару 1992, Тhe New York Times је објавио текст о великом археолошком открићу, у којем се наводи: „Вођени древним мапама и оштрим снимцима из свемира, археолози и истраживачи су открили изгубљени град дубоко у песку Арабије, и они су практично сигурно је то Убар, легендарно средиште богате трговине тамјаном пре неколико хиљада година." Када су се вести о овом открићу брзо прошириле светским новинама, чинило се да је мало људи вољних или способних да оспори драматичне налазе, осим штампе Саудијске Арабије. Откриће је резултат рада тима археолога на челу са Николасом Клапом, који је посетио и ископао место бедуинског бунара у Шисру (18° 15' 47 Н" 53° 39' 28" Е) у провинцији Дофар, Оман. Закључак до којег су дошли, на основу ископавања локалитета и прегледа сателитских фотографија, био је да се ради о локалитету Убар, или Ирем од стубова, назив који се налази у Курану и који може бити изгубљени град, племе или област. Сер Ранулф Фајнс, још један члан експедиције, изјавио је да је ово Omanum Emporium Птолемејеве карте Арабије Феликс.
Савремено обавештење на улазу у археолошко налазиште у Шисру у провинцији Дофар, Оман, наводи: „Добро дошли у Убар, изгубљени град из бедуинских легенди“. Међутим, научници су подељени око тога да ли је ово заиста место легендарног изгубљеног града песка.

## Рани истраживачи у Дофару
Истраживач Бертрам Томас се 1930. приближавао јужној ивици Руб ел Халии („Празна четврт”). Томас је имао амбицију да буде први Европљанин који је прешао велики песак, али, када је започео своје путовање камилама, бедуинска пратња му је рекла да је изгубљен град чији су зли људи привукли Божји гнев и били уништени. Није пронашао никакав траг изгубљеног града у песку, али Томас је касније испричао причу Т. Е. Лоренсу („Лоренс од Арабије“), за који је Убар сматрао да се односи на „пешчану Атлантиду“. Томас је на мапи означио локацију стазе за коју се говорило да води до легендарног изгубљеног града Убара и, иако је намеравао да се врати и настави истраживање, никада није успео.
Прича о изгубљеном граду у песку постала је фасцинантна истраживачама; неколицина је написала извештаје о својим путовањима који су овековечили причу. Т. Е. Лоренс је планирао да потражи локацију изгубљеног града негде у песку, говорећи сапутнику да је уверен да се остаци арапске цивилизације могу наћи у устињи. Речено му је да су Бедуи видели рушевине двораца краља Ада у области Вабар . По његовом мишљењу, најбољи начин да се истражи песак био је ваздушни брод, али његови планови се никада нису остварили.
Енглески истраживач Вилфред Тезигер посетио је бунар у Шисру у пролеће 1946. „где рушевине грубог каменог утврђења на стеновитом узвишењу обележавају положај овог чувеног бунара“. Напоменуо је да су неке крхотине које су тамо пронађене вероватно биле раноисламске. Бунар је био једино стално појилиште у тим крајевима и, као неопходно појилиште бедуинских јуришника, у прошлости је био поприште многих жестоких сусрета.
У марту 1948. године, геолошка група из Петролеум Девелопмент (Оман анд Дхофар) Лтд, придружене компаније Ирак Петролеум Цомпани, извршила је истраживање провинције Дофар на камилама. Као и Тесигер, партија је пришла Шисру са југа, дуж Вади Гудуна. Њихов први поглед на Асх Схисур била је бела литица у даљини. Док су се приближавали, могли су да виде да је литица у ствари зид срушеног утврђења подигнутог изнад велике пећине налик каменолому, чији је улаз био заклоњен пешчаном дином.
Тврђава је била изграђена од исте беле стене као и оближња стена, што је остављало утисак да је реч о једној грађевини. Један од геолога је приметио: „Овде нема ни кућа, ни шатора ни људи: само рушевина ове предисламске тврђаве. Геолози, без савремене сателитске анализе или археолошке опреме, нису били импресионирани рушевином. Шисур и наредна три дана су покушавали да допреме воду из бунара за своје камиле.
Године 1953. нафташ и филантроп Вендел Филипс кренуо је да настави где је Томас стао, али није могао да га прати због тешког песка који је онемогућио даље путовање моторним транспортом.
Отприлике 35 година касније, Клап и његов тим пријавили су да су открили оно што су описали као велику осмоугаону тврђаву која датира око 2.000 година испод тврђаве која се распада и описали су огроман сто од кречњака који је лежао испод главне капије која се срушила у масивну понорницу око бунара. Неки су закључили да је то био легендарни град Убар, који је био познат и као Ирам, или барем град у региону Убара, некада важном трговачком месту на путу тамјана од Дофара до медитеранског региона.
Појединци су указивали на верске текстове да поткрепе теорију да је град уништен као Божија казна. Ирам је, на пример, описан у Курану на следећи начин: „Зар ниси размишљао о томе како је твој Господар поступао са Адом – [са] Ирамом – који је имао узвишене стубове, којима се слични нису стварали у (свим) земљиште?" (Сура ал-Фаџр : 6–8).
У међувремену је формулисано неколико теорија о локацији изгубљеног града.
У новијем раду, сугерисано је да је савремени Хабарут можда место Убара.
До 2007. године, након даљих истраживања и ископавања, њихови налази би се могли сажети на следећи начин:
- На дуг период распрострањене трговине кроз подручје Шисра указивали су артефакти из Персије, Рима и Грчке који су пронађени на локалитету. Новији радови у Оману и Јемену указују да је ова тврђава најисточнији остатак низа пустињских караван-сараја, где се трговалотамјаном.
- Што се легенде о Убару тиче, није било доказа да је град пропао у пешчаној олуји. Већи део тврђаве се срушио у вртачу у којој се налазио бунар, можда поткопан уклањањем подземних вода за наводњавање.
- Уместо да буде град, тумачење доказа сугерисало је да је „Убар“ вероватније био регион — „Земља Јобарита“ коју је идентификовао Птоломеј. Пропадање региона је вероватно последица смањења трговине тамјаном изазваног христијанизацијом Римског царства, пошто хришћанство није захтевало тамјан у истим количинама за своје ритуале. Такође, постало је тешко пронаћи локалну радну снагу за прикупљање смоле.[18] Климатске промене су довеле до исушивања подручја, а поморски транспорт је постао поузданији начин транспорта робе.
- Археолошки значај локалитета је наглашен сателитским снимцима који су открили мрежу стаза, од којих су неке пролазиле испод великих пешчаних дина, које су се конвергирале на Шиср. Анализа слика није показала додатне доказе о великим недокументованим локацијама у овој пустињској области, које би се могле сматрати алтернативним локацијама за Убар из легенде.

## Критички пријем
Штампа Саудијске Арабије је генерално била скептична по питању открића Убара у Оману, а Абдулах ал Масри, помоћник подсекретара за археолошка питања, изјавио је да су слична налазишта пронађена у Саудијској Арабији у последњих 15 година. У Асхавк ал Авсат је објаснио: „Најбоље од ових локација било је када смо 1975. године открили више од једног града на рубу Празне четврти, посебно оазу на Јабреену. Такође, име Убара је слично томе Обара, оазе у источној Саудијској Арабији. Морамо да сачекамо даље детаље, али за сада имамо далеко важнија открића у Џабрину или Најрану." Међутим, професор Мохамед Бакала са Универзитета Кинг Сауд написао је да га не би изненадило да се Адови градови нађу испод ископине Шисра или у непосредној близини.
Х. Стјуарт Еџел је тврдио да је Убар у суштини митски и износи аргументе против било какве значајне историјске улоге Шисра осим улоге малог караван-сараја. Еџел је сугерисао да је зграда мала и да је користи највише неколико породица. Он је веровао да је све „откриће” Убара показало како научници лако могу да подлегну својим жељама.
У чланку о ископавањима у Шисру професор Бари Џонс је написао: „Не би требало дозволити да на археолошки интегритет локалитета утичу могући спорови у вези са именом.“ У извештају Унеско-а из 2001. стоји: „Оаза Шиср и налазишта Кор Рори и Ал-Балид су изузетни примери средњовековних утврђених насеља у региону Персијског залива.
Пишући о 'Вабару', Мајкл Макдоналд је изразио сумњу у вези са наводним открићем пошто је локација била позната деценијама и сер Ранулф је тамо био стациониран.